# Paul Verner
Paul Verner (26 avril 1911, Chemnitz - 12 décembre 1986, Berlin-est) est un homme politique communiste allemand, devenu après la guerre une personnalité politique de premier plan en République démocratique allemande.

## Biographie
Son père est métallurgiste, sa mère travaille dans le textile. Verner suit une formation de métallurgiste comme son père. Très jeune, il rejoint l'organisation de jeunesse communiste Jungspartakusbund,.
En 1925, il adhère à la Ligue des jeunes communistes d'Allemagne (KJVD). En 1929, il est membre du Parti communiste d'Allemagne (KPD) et devient bénévole dans la maison d'édition communiste Kämpfer-Verlag à Chemnitz. Il est membre de la direction régionale du KJVD en Saxe, puis en 1932, il rédacteur en chef du journal Die junge Garde.
Avec la prise de pouvoir par les nazis en Allemagne, Verner s'exile. Vers la fin 1933, il est membre du Bureau scandinave de l'Internationale des jeunes communistes et édite Die Jugendinternationale. En 1934, il s'installe à Paris, où il est rédacteur en chef de Junge Garde jusqu'au printemps 1935. Il déménage en Belgique quand la Ligue des jeunes communistes se réorganise.
Il est volontaire des brigades internationales pendant la guerre civile espagnole. Après la guerre civile espagnole, il émigre en Suède où il est détenu par les autorités à Smedsbo, Värmland, entre mars 1940 et 1942. Après sa libération, il travaille comme ouvrier dans la métallurgie en Suède à partir d'août 1943.
Après la fin de la Seconde Guerre mondiale, il retourne en Allemagne. En 1946, il est cofondateur, avec Hermann Axen et Erich Honecker, de la Jeunesse allemande libre (Freie Deutsche Jugend / FDJ),.
En 1958, il est candidat au bureau politique du Parti socialiste unifié d'Allemagne (SED). Il est aussi l'un des secrétaires du Comité central du parti. En mars 1959, Verner devient premier secrétaire de l'organisation du district de Berlin du SED, une puissante institution de la RDA. À l'époque, ce district comprend Berlin-Ouest. Verner est critiqué pour les piètres résultats du parti à Berlin-Ouest. Sous sa direction, les organisations de Berlin-Ouest sont  séparées du SED en 1961 (et deviennent le Parti de l'unité socialiste de Berlin-Ouest ).
Verner devient membre à part entière du Politburo. Pendant les années 1970 et 1980, il occupe la deuxième position dans la hiérarchie du SED et est de facto le deuxième homme le plus puissant du pays après le chef du parti Erich Honecker.